# ジョゼフ・エガー
ジョゼフ・エガー（Joseph Eger, 1920年7月9日 - 2013年1月13日）は、アメリカ合衆国出身のホルン奏者、指揮者。ヨーゼフ・イーガーと表記されることもある。

## 生涯
コネチカット州サウスマンチェスターの生まれ。カーティス音楽院でメイソン・ジョーンズ、ジェームズ・チェンバーズ、ワード・ファーンやアントン・ホーナー等にホルンを師事。第二次世界大戦中は、アメリカ陸空軍バンドに所属し、ニューヨーク・フィルハーモニック交響楽団、ロサンゼルス・フィルハーモニー管弦楽団、ハリウッド・ボウル交響楽団などでも演奏した。1952年からは、アメリカ国内での演奏活動だけでなく、レナード・バーンスタインの要請でイスラエル・フィルハーモニー管弦楽団のホルン奏者を務めた。またホルン教師としてピーボディ音楽院でも後進の指導に当たった。
1960年代に、歯科医の治療ミスから唇を傷つけ、ホルン奏者としての活動が出来なくなったため、ピエール・モントゥーに指揮法を学んで指揮者に転身し、レオポルト・ストコフスキーの立ち上げたアメリカ交響楽団の准指揮者となった。同じ頃に自分でウェストサイド交響楽団やニューヨーク管弦楽協会などを設立し、ロックやジャズ等とクラシック音楽の融合を目指したコンサートを行うようになった。
ノースカロライナ州ダーラムにて死去。

## 註
1. ↑  nytimes.com